# Pi-Glilot-Anschlag
Der Pi-Glilot-Anschlag war ein Terroranschlag am 23. Mai 2002, als ein palästinensischer Extremist beim Treibstofflager Pi Glilot, dem größten Treibstofflager Israels, in Herzlia im Norden Tel Avivs eine Bombe explodieren ließ. Dabei hätte es zu tausenden Toten und großflächigen Schäden kommen können. Ein Experte hielt die Wirkung für vergleichbar mit der Explosion einer Atombombe. Der Anschlag wäre der schwerste in einer Serie zu dieser Zeit ungewöhnlich großer Anschläge im Rahmen der Zweiten Intifada gewesen. Das Tanklager explodierte jedoch nicht, sodass keine Personen zu Schaden kamen.

## Tathergang
Der Täter fuhr einen Tanklastwagen, an den er eine Bombe angebracht hatte, in das Treibstofflager Pi Glilot neben große Treibstofftanks. Durch ein Mobiltelefon zündete er eine am Lastwagen installierte Bombe, die explodierte. Doch das Feuer griff nicht auf die Treibstofftanks über, und der Brand konnte schnell gelöscht werden.
Zum Zeitpunkt des Anschlags befanden sich mehr als 80 Millionen Liter Treibstoff und etwa 3.000 Tonnen Gas im Pi Glilot. Durch die Explosion des Treibstoffdepots hätte ein mehrere Kilometer großer Feuerball sowie eine Stoßwelle entstehen können, wodurch in den dicht besiedelten Gebieten um das Pi Glilot mehrere tausend Menschen sterben hätten können. Zusätzlich wäre es zu großflächigen materiellen und ökologischen Schäden gekommen.
Vor dem Terroranschlag wurden keine Warnungen ausgesprochen, so der Schin Bet. Israel dachte als Reaktion auf einen Anschlag dieser Größenordnung über den Einsatz nuklearer Waffen nach.

## Zeitnahe Anschläge
- Am Abend des 23. Mai 2002 tötete ein Selbstmordattentäter in Rishon Le Zion zwei Israelis und verwundete 40 weitere, als er sich in einer Gruppe älterer Schachspieler mit einer Nagelbombe sprengte.
- In der Nacht auf den 24. Mai 2002 versuchte ein Terrorist der Al-Aksa-Brigaden, einen Nachtklub zu sprengen. Da er von einem Sicherheitsbeamten entdeckt wurde, zündete er die Bombe in einer dazu nicht ausreichenden Entfernung, wobei fünf Menschen verletzt wurden.
- Zwei Wochen zuvor starben bei einem Selbstmordattentat in einer Poolbillardhalle in Rishon Le Zion 15 Menschen, wobei 60 weitere verletzt wurden.
- Drei Wochen vor dem Anschlag von Pi Glilot deckte das israelische Militär bei einer Operation in Westjordanland einen Plan auf, die Twin Towers des fünfzigstöckigen Azrieli Centers in Tel Aviv mit einer Tonne Sprengstoff zu zerstören. Auch dabei hätte es zu tausenden Toten kommen können.
- Nahezu an jedem Tag zuvor kam es überdies zu weiteren Anschlagsversuchen, die von Sicherheitspersonal oder israelischen Bürgern entdeckt wurden.